# Halhgol
Halhgol (mongoliska: Халхгол Сум, Халхгол, Halhgol Sum) är ett distrikt i Mongoliet.   Det ligger i provinsen Dornod, i den östra delen av landet, 900 km öster om huvudstaden Ulaanbaatar.